# 弗洛倫西亞 (考卡省)
弗洛倫西亞是哥倫比亞的城鎮，位於該國西南部，由考卡省負責管轄，距離首府波帕揚176公里，始建於1999年12月10日，面積56平方公里，海拔高度1,500米，2005年人口6,014。
1°45′N 75°35′W / 1.750°N 75.583°W